# Heba El Torky
Heba El Torky , née le 15 janvier 1991 à Alexandrie, est une joueuse professionnelle de squash représentant l'Égypte. Elle atteint, en décembre 2016, la 19e place mondiale sur le circuit international, son meilleur classement. Elle fait partie de l'équipe d'Égypte championne du monde par équipes en 2008.
Elle a une sœur Nouran El Torky qui est également joueuse professionnelle de squash.

## Palmarès

### Titres
- Open de Chine : 2008
- Championnat du monde par équipes : 2008